# 珠芽乌头
珠芽乌头（学名：Aconitum bulbilliferum）为毛茛科乌头属下的一个种。

## 扩展阅读
- 維基物種上的相關：珠芽乌头